# Велико Липе
Велико Липе (на словенски: Veliko Lipje) е село в Словения, регион Югоизточна Словения, община Жужемберк. Според Националната статистическа служба на Република Словения през 2015 г. селото има 42 жители.